# Altenstadt (Hesse)
Pour les articles homonymes, voir Altenstadt.
Altenstadt est une municipalité allemande située dans le land de la Hesse et l'arrondissement de Wetterau.
Depuis 1997, elle est jumelée avec 
- Beauchamp (Val-d'Oise) (France)[1],[2].